# Helmut Kapp

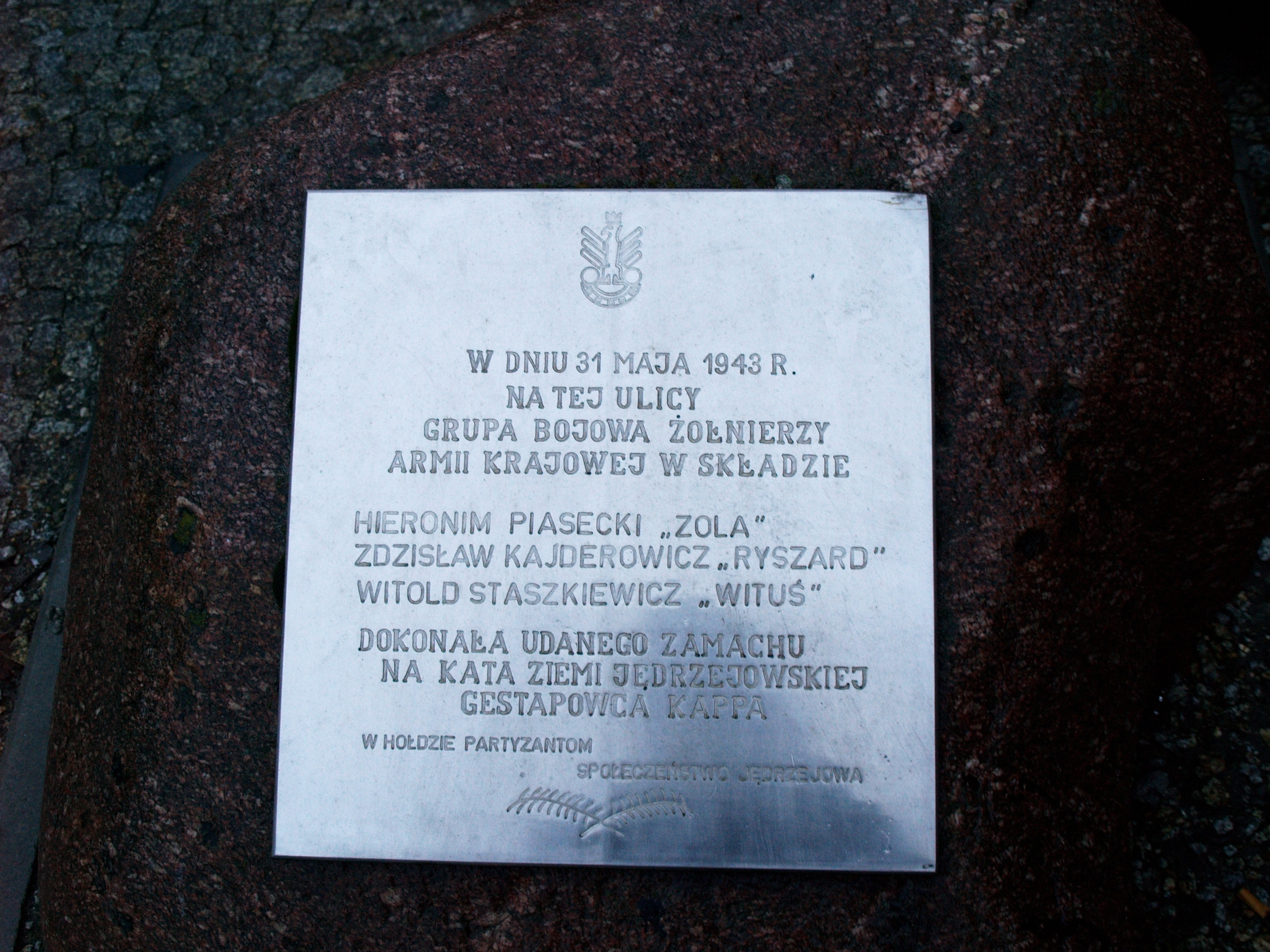
Tekst op het monument dat op de plek staat waar Helmut Kapp werd vermoord

Helmut Kapp, geboren als Konstanty Kapuścik, was een lid van de Gestapo en oorlogsmisdadiger. Hij werd in 1943 geëxecuteerd in Jędrzejów voor zijn misdaden tegen Poolse burgers.

## Levensloop
Volgens de tekst op het monument waar Helmut Kapp werd vermoord, staat dat hij werd geboren in het Duitse deel van Silezië. Na het uitbreken van de Tweede Wereldoorlog werd hij lid van de Gestapo. Aanvankelijk deed hij dienst als tolk, maar na enige tijd werd hij gepromoveerd tot plaatsvervangend commandant van de Gestapo rondom Jędrzejów. Tot zijn takenpakket behoorde het rekruteren van collaborateurs. Tevens hielp hij mee met arrestaties in de powiats Jędrzejowski en Włoszczowski.
Kapp stond bekend als iemand die gevangenen op brute wijze ondervroeg. Hij deinsde er niet voor terug om de gevangenen te martelen. Volgens zijn eigen verklaring heeft hij 452 Polen vermoord, waarvan 365 Joden.

### Aanslag
In het begin van 1943 werd Kapp ter dood veroordeeld door het Speciale Hof voor Jędrzejów. De uitspraak werd gesteund door de Armia Krajowa, de voornaamste Poolse verzetshaard tegen de bezetter. Er werden diverse pogingen gedaan om Kapp via vergiftiging om het leven te brengen, maar telkens mislukte de poging. Er werd daarom besloten een speciaal 'doodseskader' te vormen om Kapp om het leven te brengen. Midden mei 1943 kreeg het Armia Krajowa te horen dat Kapp waarschijnlijk Jędrzejów verliet en een ambt in Duitsland ging bekleden. Hierop werd de vorming van het doodseskader bespoedigd. 
Op 31 mei 1943 werd het opgericht en bestond uit het driemanschap luitenant Zola, korporaal Ryszard en soldaat Wituś. Ze waren gewapend met pistolen en wisten dat hij in de tuin nabij het Gestapo hoofdkwartier in Jędrzejów een vergadering had. Het doodseskader vond Kapp op de terugweg samen met een chauffeur en een vrouw. Hij stond op het punt om te vertrekken toen de eenheid onder leiding van Zola het vuur opende. De chauffeur kwam om het leven, terwijl Kapp hevig gewond raakte. De vrouw mocht vertrekken. Kapp overleed de dag na het incident aan zijn verwondingen.

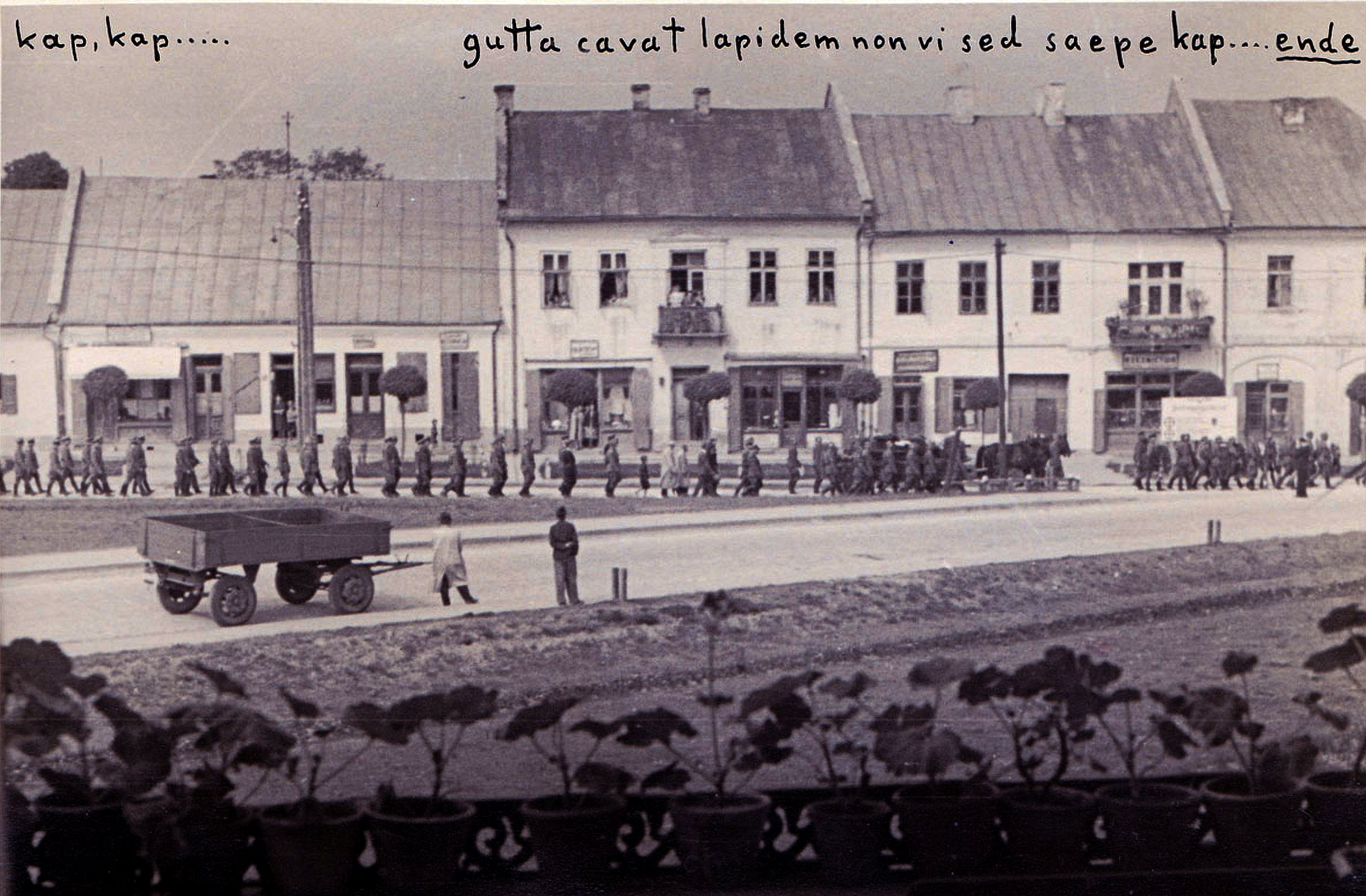
Begrafenis van Hemut Kapp.

Als een represaille voor deze aanslag voerden de Duitsers op 9 juni 1943 een vergeldingsactie uit op de lokale burgers. Elf willekeurig gekozen burgers werden gedood, terwijl er nog eens vijfentwintig werden geselecteerd voor transport naar Auschwitz.